# 京都所司代
京都所司代是幕府職稱，一般由譜代大名擔任，是幕府在京都的代表。

## 歷史沿革
1568年，織田信長以擁立室町幕府第15代將軍足利義昭為由，揮軍南向上洛。為支配京都地區和維持治安，設置京都所司代，由家臣村井貞勝負責。（村井貞勝後來在本能寺之變中隨信長嫡子織田信忠逃到二條御所抵抗後死去。）
信長死後，京都由豐臣秀吉統治，先後由桑原貞成、杉原家次、淺野長政（此三人在1582至1583年間短期任職）、前田玄以擔任京都所司代。
在室町時代、安土桃山時代，由於政權在關西，此職實際作用不大。及至江戶時代，由於政權轉移到江戶，為加強對關西的控制，仿照鎌倉時代「六波羅探題」一職設立的京都所司代於1600年遂成定制。
幕末倒幕呼聲高漲，京都屢次發生動亂，商店被破壞，強盜橫行。幕府有感京都所司代無法控制治安，於1862年設置京都守護職作為負責京都治安的最高機構，京都所司代轉為京都守護職轄下，直至1867年隨幕府政權結束廢止。

## 職能
京都所司代是幕府在京都的代表，負責幕府與朝廷的交涉，向朝廷傳遞幕府的指示；同時亦監察朝廷、公家貴族和關西地區各大名的舉措，並將各地大名送呈天皇的公文先送交幕府審查。此外，京都所司代也負責京都治安、裁決近畿地區的訴訟和管理京都、伏見、奈良各地的町奉行。役高一萬石，編制定員一名，一般由領地三萬石以上的譜代大名中選任。

## 歷代京都所司代
1. 奧平信昌（1600年－1601年）
2. 板倉勝重（1601年－1619年）
3. 板倉重宗（1619年－1654年）
4. 牧野親成（1654年－1668年）
5. 板倉重矩（1668年－1670年）
6. 永井尚庸（1670年－1678年）
7. 戶田忠昌（1678年－1681年）
8. 稻葉正往（1681年－1685年）
9. 土屋政直（1685年－1687年）
10. 内藤重賴（1687年－1690年）
11. 松平信興（1690年－1691年）
12. 小笠原長重（1691年－1697年）
13. 松平信庸（1697年－1714年）
14. 水野忠之（1714年－1717年）
15. 松平忠周（1717年－1724年）
16. 牧野英成（1724年－1734年）
17. 土岐賴稔（1734年－1742年）
18. 牧野貞通（1742年－1749年）
19. 松平資訓（1749年－1752年）
20. 酒井忠用（1752年－1756年）
21. 松平輝高（1756年－1758年）
22. 井上正經（1758年－1760年）
23. 阿部正右（1760年－1764年）
24. 阿部正允（1764年－1768年）
25. 土井利里（1769年－1777年）
26. 久世應明（1777年－1781年）
27. 牧野貞長（1781年ー1784年）
28. 戶田忠寬（1784年－1789年）
29. 太田資愛（1789年－1792年）
30. 堀田正順（1792年－1798年）
31. 牧野忠精（1798年－1801年）
32. 土井利厚（1801年－1802年）
33. 青山忠裕（1802年－1804年）
34. 稻葉正謖（1804年－1806年）
35. 阿部正由（1806年－1808年）
36. 酒井忠進（1808年－1815年）
37. 大久保忠真（1815年－1818年）
38. 松平乘寬（1818年－1822年）
39. 内藤信敦（1823年－1825年）
40. 松平康任（1825年－1826年）
41. 水野忠邦（1826年－1828年）
42. 松平宗發（1828年－1832年）
43. 太田資始（1832年－1834年）
44. 松平信順（1834年－1837年）
45. 土井利位（1837年－1838年）
46. 間部詮勝（1838年－1840年）
47. 牧野忠雅（1840年－1843年）
48. 酒井忠義（1843年－1850年）
49. 内藤信親（1850年－1851年）
50. 脇坂安宅（1851年－1857年）
51. 本多忠民（1857年－1858年）
52. 酒井忠義（1858年－1862年）
53. 松平宗秀（1862年）
54. 牧野忠恭（1862年－1863年）
55. 稻葉正邦（1863年－1864年）
56. 松平定敬（1864年－1867年）

## 外部連結
- 京都所司代跡 （页面存档备份，存于）（日語）